# Santa María la Real de Nieva
Santa María la Real de Nieva is een gemeente in de Spaanse provincie Segovia in de regio Castilië en León met een oppervlakte van 189,75 km². Santa María la Real de Nieva telt 1.013 inwoners (1 januari 2016).